# The Magnolia Electric Co.
The Magnolia Electric Co. er det syvende og sidste studiealbum af Songs: Ohia. Albummet blev udgivet den 4. marts 2003.

## Spor
Alle sange skrevet og komponeret af Jason Molina. 
| The Magnolia Electric Co. | The Magnolia Electric Co.         | The Magnolia Electric Co. | The Magnolia Electric Co. | The Magnolia Electric Co. | The Magnolia Electric Co. | The Magnolia Electric Co. | The Magnolia Electric Co. | The Magnolia Electric Co. | The Magnolia Electric Co. |
| #                         | Titel                             | Længde                    |                           |                           |                           |                           |                           |                           |                           |
| ------------------------- | --------------------------------- | ------------------------- | ------------------------- | ------------------------- | ------------------------- | ------------------------- | ------------------------- | ------------------------- | ------------------------- |
| 1.                        | "Farewell Transmission"           | 7:22                      |                           |                           |                           |                           |                           |                           |                           |
| 2.                        | "I've Been Riding with the Ghost" | 3:20                      |                           |                           |                           |                           |                           |                           |                           |
| 3.                        | "Just Be Simple"                  | 4:20                      |                           |                           |                           |                           |                           |                           |                           |
| 4.                        | "Almost Was Good Enough"          | 4:28                      |                           |                           |                           |                           |                           |                           |                           |
| 5.                        | "The Old Black Hen"               | 5:48                      |                           |                           |                           |                           |                           |                           |                           |
| 6.                        | "Peoria Lunch Box Blues"          | 5:48                      |                           |                           |                           |                           |                           |                           |                           |
| 7.                        | "John Henry Split My Heart"       | 6:09                      |                           |                           |                           |                           |                           |                           |                           |
| 8.                        | "Hold on Magnolia"                | 7:51                      |                           |                           |                           |                           |                           |                           |                           |
| 45:09                     |                                   |                           |                           |                           |                           |                           |                           |                           |                           |

## Musikere
- Jason Molina – sang, guitar
- Jennie Benford – sang, mandolin
- Mike Brenner – lap steel guitar
- "Three Nickel" Jim Grabowski – klaver, organ, wurlitzer
- Dan Macadam – guitar, sang, violin
- Dan Sullivan – guitar
- Rob Sullivan – basguitar
- Jeff Panall – trommer
- Lawrence Peters – sang på "The Old Black Hen"
- Scout Niblett – sang på "Peoria Lunchbox Blues"